# William Irvine (général)
Pour les articles homonymes, voir Irvine.
William Irvine (1741-1804) est un médecin, militaire et homme d'État irlando-américain, de Carlisle (Pennsylvanie). Il servit comme Brigadier-général dans l'Armée continentale et représenta la Pennsylvanie au sein du Congrès continental (1787-88) puis  à la Chambre des représentants des États-Unis (1793–1795).  
Irvine était né près de Enniskillen, Comté de Fermanagh en Irlande. Il repose au cimetière de Gloria Dei Church (en) à Philadelphie (Pennsylvanie).